# Mirando City
Mirando City é uma Região censo-designada localizada no estado norte-americano do Texas, no Condado de Webb.

## Demografia
Segundo o censo norte-americano de 2000, a sua população era de 493 habitantes.

## Geografia
De acordo com o United States Census Bureau tem uma área de
28,7 km², dos quais 28,7 km² cobertos por terra e 0,0 km² cobertos por água. Mirando City localiza-se a aproximadamente 241 m acima do nível do mar.

## Localidades na vizinhança
O diagrama seguinte representa as localidades num raio de 36 km ao redor de Mirando City.